# Alonso de Heredia
Alonso de Heredia Fernández (Madrid, segle XVI) fou un conquistador castellà.

## Biografia

### Orígens
Fou fill Pedro de Heredia i d'Inés Fernández. Primogènit del matrimoni i germà gran de Pedro i Constanza, es desconeix el seu lloc de naixement, probablement Madrid, car allà era on residien el seus pares.

### Conquistador
El seu germà Pedro fou Adelantado de la monarquia, i més endavant governador de Cartagena, i Alonso l'acompanyà en el seu viatge a Amèrica, de fet el 1522 i 1525, els dos germans apareixen a la nòmina d'armadors del vaixell Santa María de la Luz. Ambdós participaren en expedicions de rescat a Terra Ferma, les costes de Santa Marta i Cartagena, així com a diverses illes de les Antilles, a Santo Domingo o la costa de les Perles, normalment en la recerca d'or, indis i perles. La seva estada a Santo Domingo fou breu, car es suposa que el 1528 marxà a Guatemala. Però realment des d'aquesta data se'n perd el rastre i només alguns cronistes avalen aquesta tesi. Les fonts antigues indiquen que marxà al continent per ordre del seu germà, i que fundà una ciutat. No obstat això, segons M. Salud Elvás no serà fins a 1534 quan se'n torna a tenir noticies amb la seva arribada a Cartagena d'Índies, capitanejant una expedició procedent de Nicaragua, on s'hi estava en qualitat de conquistador. El mateix any és nomenat Alcalde de Cartagena, però hagué d'abandonar el càrrec per dur a terme diverses empreses encarregades pel seu germà basades en l'exploració i la conquesta de diversos territoris: Cenú i Urabá (1534), Mompox (1539), Pacigua (1541) i Xegua i Tagua (1543). Els resultats foren variats, es refundà la ciutat de San Sebastián de Buenavista i es fundaren les ciutats de Santiago de Tolú (1534) i de Santa Cruz de Mompox (1539).
Durant l'expedició es van produir tensions, Alonso hagué d'enfrontar-se a diversos motins dels seus homes, cansats dels abusos per ser el germà del governador. A d'aquests abusos, alguns dels seus homes el denunciaren davant del governador de Panamà, des d'on s'envià noticia a l'Audiència de Santo Domingo, que inicià els tràmits del procés. El judici començà el 18 d'abril de 1545 amb la presentació de declaracions d'Alonso, acusat de frau, arbitrarietat i incompliment de les Lleis Noves, fins a un total de 28 càrrecs. El 13 de maig presentà la seva defensa i el 30 de desembre fou enviat a Espanya amb el seu germà per rebre la sentència. Finalment, fou condemnat a no tenir ofici de justícia a Índies i al desterrament a perpetuïtat de Cartagena, Santa Marta i de la Nova Granada amb amenaça de pena de mort. Tanmateix, en segona instància el consell l'absolgué de les penes, tret de la privació d'ofici de justícia.
No hi ha gaires més noticies de la seva vida, només que per Reial Cèdula de 23 de desembre de 1546 es disposava que els indis que tenia en comanda passarien a la seva dona quan ell morís. En l'opinió d'Elvás, això hagué de ser abans de 1569.

### Matrimoni
Es casà a Amèrica, però es desconeix el nom de la seva dona. Tingué un fill: Antonio; i quatre filles: Constanza, casada amb el capità Juan de Viloria, Francisca, casada amb Álvaro de Mendoza, Inés i Catalina.